# ホーエンシュヴァンガウ
ホーエンシュヴァンガウ（標準ドイツ語：Hohenschwangau、アレマン語：Hoheschwanga）は、ドイツのバイエルン州シュヴァーベン行政管区のオストアルゴイ郡に属するフュッセン付近にあるシュヴァンガウの旧市街である。
当地はノイシュヴァンシュタイン城とホーエンシュヴァンガウ城の間にあり、毎年約200万人の旅行者が城の見学に訪れる。レストラン、迎賓館、ホテル、そして土産物店は周りの雰囲気にあった景観を作り出している。
ホーエンシュヴァンガウの近くにはアルプ湖がある。
座標: 北緯47度33分 東経10度44分 / 北緯47.550度 東経10.733度